# Marc-Aurèle de Foy Suzor-Coté
Marc-Aurèle de Foy Suzor-Coté (Arthabaska, 6 aprile 1869 – Daytona Beach, 29 gennaio 1937) è stato un pittore e scultore canadese francofono.

## Biografia

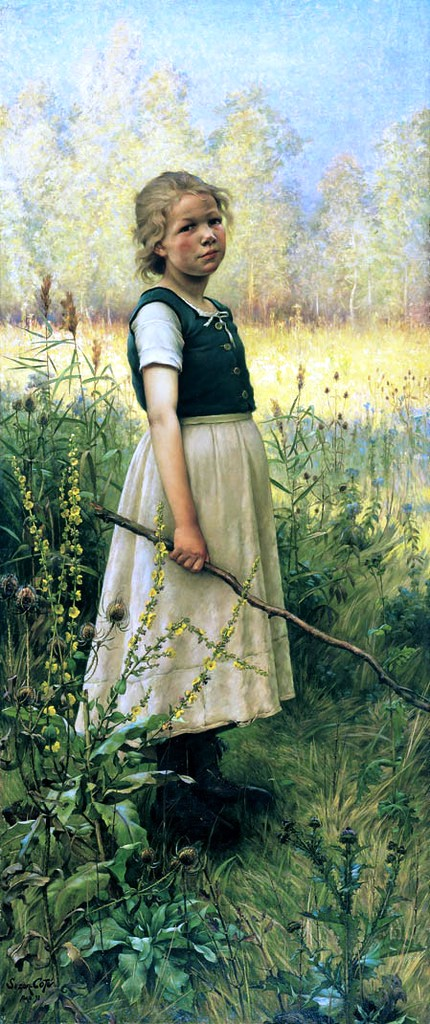
Pastorella

Hypolite Wilfrid Marc-Aurèle de Foy Suzor-Coté, nacque ad a Arthabaska (oggi Victoriaville), borgo facente parte della regione amministrativa Centre-du-Québec. Figlio di un artista, fece i suoi primi studi nel Collegio del Sacro Cuore della sua cittadina.
All'inizio Suzor-Coté fu allievo di Joseph Chabert. Poi, affascinato dall'Impressionismo, si recò più volte a Parigi con l'amico Joseph Saint-Charles e seguì
dei corsi di pittura e scultura all'École des beaux-arts divenendo allievo di Léon Bonnat. Dotato di una bella voce baritonale, colse l'occasione per frequentare anche le lezioni di canto del Conservatorio parigino. Ma questa sua seconda attività fu troncata da un'operazione alla gola: gli restarono pertanto le arti figurative. Oltre all'École, Suxor-Coté frequentò l'Académie Julian e l'Académie Colarossi. Nel 1887, iniziò per lui il lavoro professionale: partecipò infatti alla decorazione di alcune chiese a fianco del pittore Maxime Rousseau e realizzò delle opere per Wilfrid Laurier. 
Durante il suo apprendistato Suzor-Coté realizzò un numero notevole di quadri del tutto accademici, forse un centinaio. Queste opere riflettono gli insegnamenti imposti agli studenti dalle Belle Arti. Inoltre, in quegli anni egli frequentò lo scultore Auguste Rodin. Una di queste opere è Il grande nudo, un dipinto accademico che ritrae un'amica di Auguste Rodin.

Espose la prima volta nel 1894 al "Salon" degli Artisti Francesi. Presentò poi la sua tela "Morte di Archimede" al Salon di Parigi e fu gratificato con la medaglia d'oro. Ritornò nel Québec nel 1907 e all'inizio sistemò il suo atelier a Arthabaska, il suo paese natale. Ma ben presto ritenne più utile trasferirsi in città, a Montréal (pron. Monreàl).
Oggi, Suzor-Côté è noto per l'ampiezza e la varietà dei soggetti che egli ha trattato lungo la sua carriera di pittore. Alcuni stimano che il numero dei suoi lavori superi i 1500. La sua fama inoltre è dovuta proprio a quell'impronta impressionista che avevano le sue tele, in un momento in cui nel Québec l'impressionismo era molto apprezzato e celebrato. Ma egli è conosciuto anche per le scene storiche che illustrano gli episodi della storia del Québec, come, ad esempio, la venuta di Jacques Cartier a Stadacona, opera intitolata "Jacques Cartier rencontre les Indiens à Stadacona en 1535". In origine essa fu offerta al Governo canadese che la rifiutò; oggi invece essa è conservata nel Museo Nazionale di belle arti del Québec e Suzor-Coté può essere definito come "il cantore dell'epopea della Nuova Francia e storico del Canada" (cit.).

Un numero consistente dei suoi quadri illustra scene della vita quotidiana degli abitanti di Arthabaska, paese che Suzor-Coté amò per tutta la vita. Col passare degli anni e il consolidarsi della sua carriera egli si dedicherà vieppiù alla creazione di nudi femminili, realizzati con tecnica impressionista. Modelle di questi nudi erano sue amiche e conoscenti che egli amava chiamare "cugine". Molte di queste opere si rifanno ancora alla tecnica accademica imparata a Parigi.
Suzor-Coté è certamente uno dei pittori canadesi più significativi dell'inizio del XX secolo. In data 4 dicembre 1929 il quotidiano "La Presse" di Montréal riporta questo commento:
 
Il critico d'arte Morgan Powell sottolinea inoltre che: 
Il mattino del 20 febbraio 1927, qualche mese prima di compiere 58 anni, Suzor-Coté fu colpito da un ictus e, conseguentemente, da una vasta emiparesi. La sua attività artistica venne così compromessa irrimediabilmente. Nei dieci anni che seguirono, prima della sua morte, l'artista si dedicò alla diffusione delle sue opere ed al suo accoglimento in un eventuale "Pantheon" canadese. La notizia del suo stato e di come egli lottava contro la malattia ravvivò comunque le simpatie della gente verso di lui. Fu curato all'Ospedale Francese e nel Sanatorio Prévost di Cartierville. Con l'aiuto di suo fratello Arthur vendette le opere che erano presenti nel suo atelier, ma le autorità della sua amata cittadina di Arthabaska ignorarono la possibilità che si offriva loro di acquistare tutta la sua eredità artistica.

Gennaio 1929. Suzor-Coté partì per la Florida, regione dal clima notevolmente più favorevole per lui. Lo accompagnò in quest'ultimo trasferimento la sua assistente-infermiera Mathilde Savard e i due si stabilirono in Ocean Avenue a Daytona Beach. Armand Lavergne, suo amico d'infanzia, si recò a fargli visita e così ci racconta: 
Il 28 novembre del 1933, Suzor-Coté sposò la sua assistente, una donna che, con la sua allegria, portò la gioia nella coppia. I due condussero una vita di relazione molto attiva, nonostante i limiti fisici da cui Marc-Aurèle era palesemente afflitto. Mathilde condivise l'entusiasmo, il brio, la disinvoltura e lo spirito di libertà che distinguevano il carattere del pittore. Sino alla fine costui diede l'illusione di poter un giorno riprendere le sue attività creative. 

Suzor-Coté morì il 29 gennaio del '37, e anche la sua scomparsa si inquadrò perfettamente nell'immagine spensierata che sua moglie aveva creato del loro matrimonio e alla quale, del resto, l'artista non era certamente estraneo. È ancora il suo amico Armand Lavergne che ci riferisce sugli ultimi istanti di vita di Suzor-Coté: 
Fu in questa confusione che Suzor-Coté, assistito da sua moglie, rese l'anima. Una confusione che ancor oggi perdura a causa dell'importanza che questo artista diede all'opera d'arte: un'importanza smisurata.

Suzor-Coté fu eletto membro della "Royal Canadian Academy of Arts" e le sue opere furono esposte nel 1964 nella "Galleria dell'Arte Francese".
Nel 1975, la sua casa natale ad Arthabaska venne riconosciuta come "Patrimonio culturale" dal governo del Québec..Diverse opere di Suzor-Coté sono oggi conservate nel Museo Laurier di Arthabaska e nella chiesa di Saint-Christophe. Arthabasca oggi fa parte del comune di Victoriaville.

## Opere
- Le Grand Nu - (Il grande nudo)
- Après la débâcle - (Dopo la disfatta)
- Bécasse - Huile sur toile - (Beccaccia - Olio su tela)
- L'Homme Tronc - (L'uomo-tronco)
- Bretonnes à l'église - (Donne bretoni in chiesa)
- Coin de mon village, Arthabaska - (Un angolo del mio villaggo: Arthabaska)
- Croquis de paysage - (Bozzetto di paesaggio)
- Étude de nu - (Studio di nudo)
- Étude pour « Harmonie du soir » - (studio per "Armonia della sera)
- Femmes de Caughnawaga - (Donne di Caughnawaga)
- Habitations sur la colline - (Abitazioni sulla collina)
- Harmonie du soir - (Armonia della sera)
- Intérieur - (Interno)
- Jeune femme à la guirlande - (Ragazza con una ghirlanda)
- Jeunesse et Soleil - (Gioventù e sole)
- La Bénédiction des érables - (Benedizione degli aceri)
- L'Amateur - (L'amatore)
- La Fonte de glace, Arthabaska - (Lo scioglimento del ghiaccio)
- La Glaneuse - (La spigolatrice)
- La Rivière Gosselin - (Il rio Gosselin)[7]
- Le Partageur - (Il confidente)
- Le Coureur des bois - (Il corridore nei boschi)

- Le Dégel sur la rivière Nicolet - (Disgelo sul rio Nicolet)
- Le Halage de bois - (Il trasporto del legname)
- Le Halage de bois, Arthabaska
- Le Remmancheur
- Le Vieux Fumeur - (Il vecchio fumatore)
- Le Vieux Pionnier canadien - (Il vecchio pioniere canadese)
- Les Gémissements du vent - (I gemiti del vento)
- Maria Chapdelaine
- Marée montante - (La marea crescente)
- Nature morte aux fruits - (Natura morta con frutti)
- Nature morte aux oignons - (Natura morta con cipolle)
- Onontaha
- Paysage d'automne, le soir - (Paesaggio autunnale, la sera)
- Paysage sans titre - (Paesaggio senza titolo)
- Paysan du Québec (1) - (Contadino del Québec)
- Paysan du Québec (2)
- Port-Blanc en Bretagne - (Port-Blanc in Bretagna)
- Portrait d'un homme - (Ritratto d'uomo)
- Portrait de jeune homme - (Ritratto di ragazzo)
- Retour des champs - (Il ritorno dai campi)
- Village de Bretagne - (Villaggio bretone)

## Galleria d'immagini

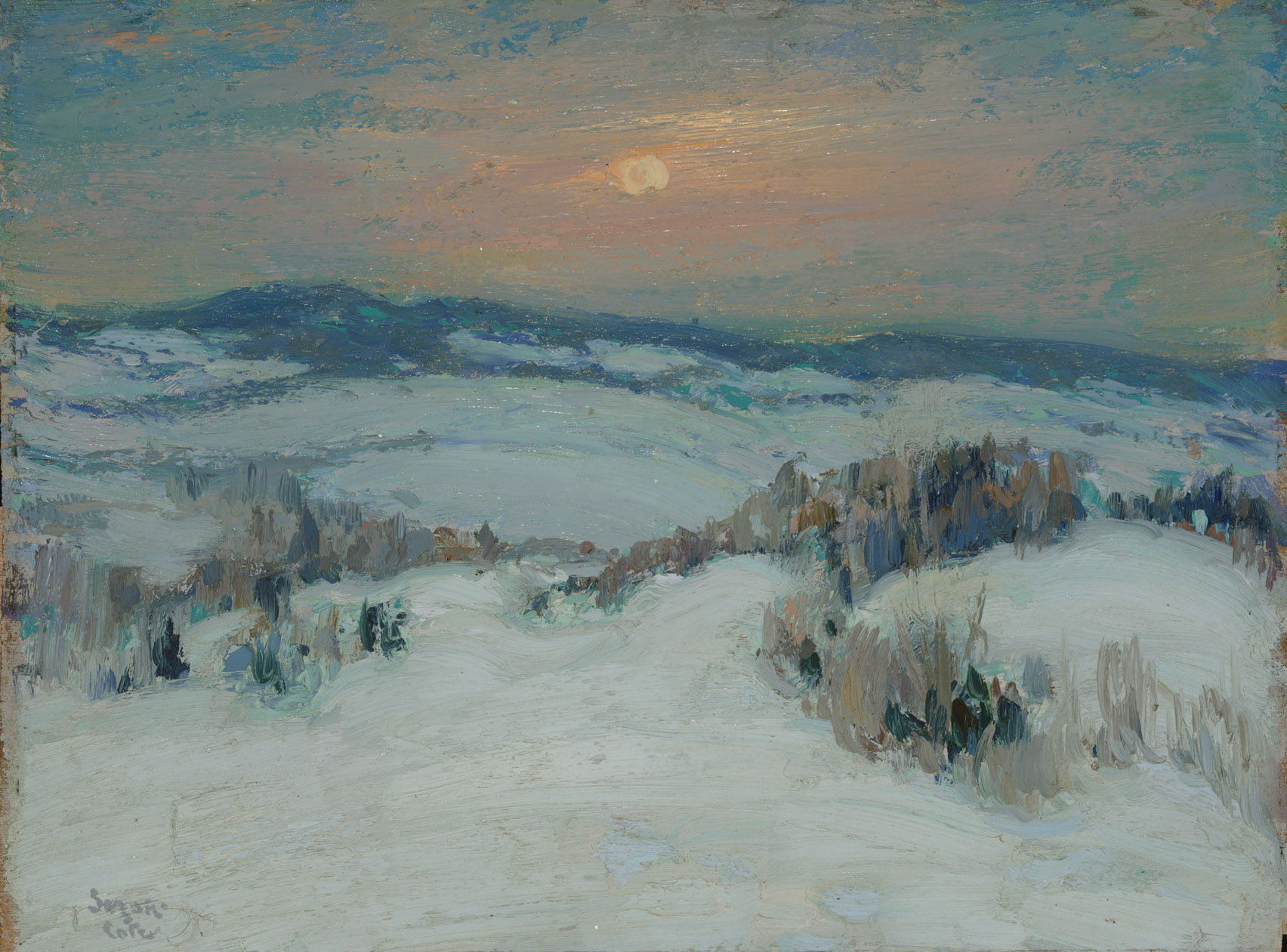
Paesaggio invernale: le colline di Arthabaska
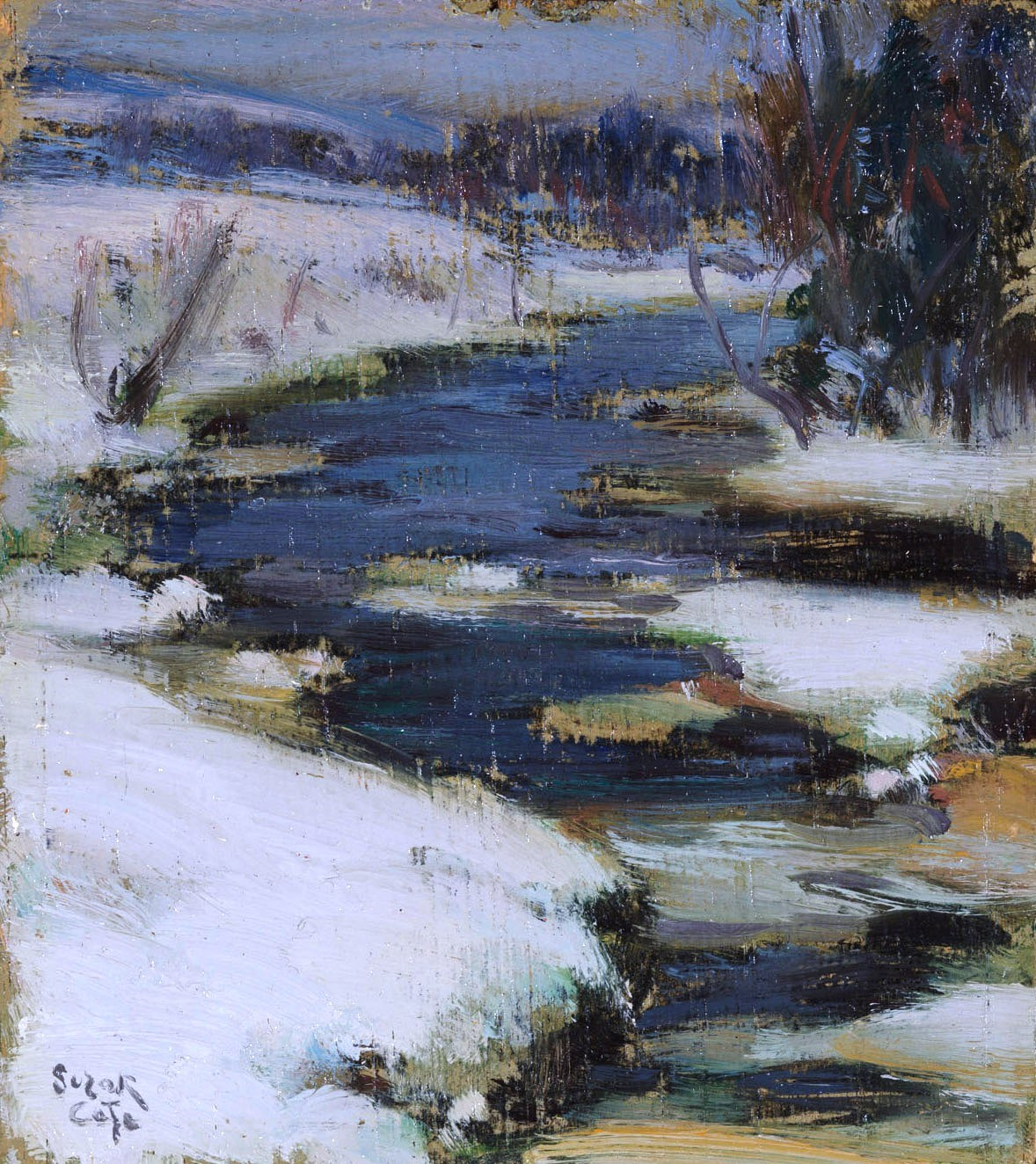
Il rio Gosselin
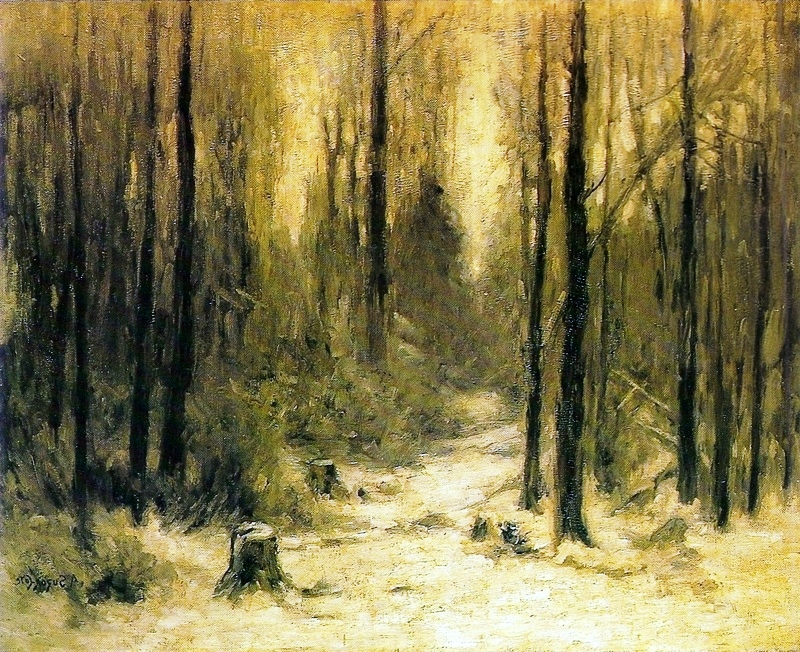
La fine dell'inverno Rio de Janeiro, Museu Nacional de Belas Artes
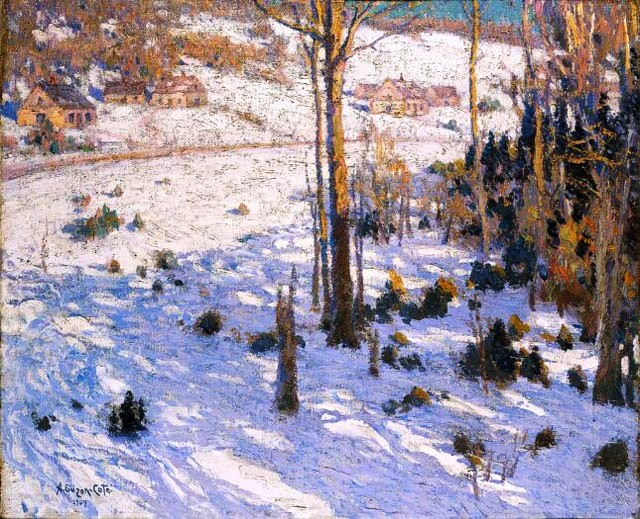
Case sulla collina (1909) Ottawa, Musée des beaux-arts du Canada

## Voci correlate

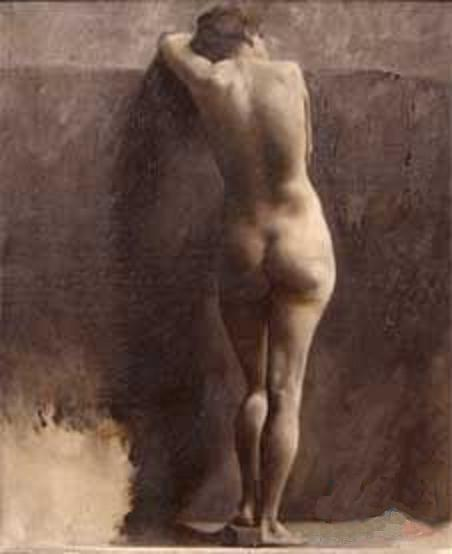
Il Grande Nudo